# Wereldkampioenschap veldrijden 1959
Het tiende wereldkampioenschap veldrijden werd gehouden op 15 februari 1959 in Genève, Zwitserland. Zwitserland was na Luxemburg en Frankrijk het derde land dat het kampioenschap voor de tweede keer organiseerde, Genève was na de stad Luxemburg de tweede locatie waar de kampioenschappen voor de tweede keer plaatsvonden.
Het parcours omvatte vijf ronden van vier kilometer en tot slot een lus van 2,24 kilometer wat de totale lengte tot 22,240 kilometer bracht. De 29 deelnemers kwamen uit zeven landen die een team afvaardigden van drie of vier renners en een renner uit Nederland en Oost-Duitsland.
Na de Fransen Jean Robic (1950), Roger Rondeaux (1951-1953) en André Dufraisse (1954-1958) werd Renato Longo bij zijn tweede deelname -in 1958 eindigde hij als vierde- de vierde wereldkampioen veldrijden. Hij was de tweede Italiaan die op het erepodium plaatsnam, Amerigo Severini, die dit jaar derde werd, was in 1955 de eerste toen hij ook derde werd en in 1958 eindigde hij als tweede. De West-Duitser Rolf Wolfshohl eindigde na zijn derde plaats in 1958 dit jaar als tweede. Regerend wereldkampioen Dufraisse eindigde als vierde. Eerdere podiumgangers die dit jaar deelnamen waren Georges Meunier (nu 16e) en Emmanuel Plattner (25e). Bij zijn negende deelname -enkel in 1954 nam hij niet deel- was Firmin Van Kerrebroeck de best geklasseerde Belg wat hij ook in 1952, 1955 en 1957 (zilveren medaille) was. De Nederlander Manus Brinkman finishte bij zijn vierde deelname als 20e, in 1957 en 1958 eindigde hij beide keren als 21e, in 1956 gaf hij op.

## Uitslagen

### Individueel
| #      | Renner                 | Land                           | Tijd   |
| ------ | ---------------------- | ------------------------------ | ------ |
| Goud   | Renato Longo           | Italië                         | 56'39  |
| Zilver | Rolf Wolfshohl         | Bondsrepubliek Duitsland       | + 0'14 |
| Brons  | Amerigo Severini       | Italië                         | + 0'24 |
| 4      | André Dufraisse        | Frankrijk                      | + 1'39 |
| 5      | Jempy Schmitz          | Luxemburg                      | + 1'54 |
| 6      | Firmin Van Kerrebroeck | België                         | + 2'23 |
| 7      | André Brulé            | Frankrijk                      | + 2'58 |
| 8      | Antonio Barrutia       | Spanje                         | z.t.   |
| 9      | Romano Ferri           | Italië                         | + 3'21 |
| 10     | Pierre Kumps           | België                         | + 3'25 |
| 11     | José Luis Talamillo    | Spanje                         | + 3'29 |
| 12     | Gilbert Bauvin         | Frankrijk                      | + 3'46 |
| 13     | Graziano Pertusi       | Italië                         | + 3'47 |
| 14     | Hans Strasser          | Zwitserland                    | + 3'48 |
| 15     | Lothar Friedrich       | West-Duitsland                 | + 4'35 |
| 16     | Georges Meunier        | Frankrijk                      | + 4'46 |
| 17     | Hendrik Willems        | België                         | + 5'09 |
| 18     | Marco Thewes           | Luxemburg                      | + 5'22 |
| 19     | Günther Oldeburg       | Duitse Democratische Republiek | + 5'35 |
| 20     | Manus Brinkman         | Nederland                      | + 6'09 |
| 21     | René De Rey            | België                         | z.t.   |
| 22     | Josef Graw             | West-Duitsland                 | z.t.   |
| 23     | Gilbert Schmartz       | Luxemburg                      | + 6'48 |
| 24     | Roland Boschetti       | Zwitserland                    | z.t.   |
| 25     | Emmanuel Plattner      | Zwitserland                    | + 7'20 |
| 26     | Herbert Ebbers         | West-Duitsland                 | + 7'31 |
| 27     | Ponciano Arbelaiz      | Spanje                         | + 8'10 |
| 28     | Miguel Urquizar        | Spanje                         | + 8'55 |
|        | Otto Furrer            | Zwitserland                    | DNF    |

### Landenklassement
Op basis klasseringen eerste drie renners.
| # | Land           | Punten |
| - | -------------- | ------ |
| 1 | Italië         | 0013   |
| 2 | Frankrijk      | 0023   |
| 3 | België         | 0033   |
| 4 | West-Duitsland | 0039   |
| 5 | Luxemburg      | 0046   |
| 6 | Spanje         | 0046   |
| 7 | Zwitserland    | 0063   |

1950 · 
1951 · 
1952 · 
1953 · 
1954 · 
1955 · 
1956 · 
1957 · 
1958 · 
1959 · 
1960 · 
1961 · 
1962 · 
1963 · 
1964 · 
1965 · 
1966 · 
1967 · 
1968 · 
1969 · 
1970 · 
1971 · 
1972 · 
1973 · 
1974 · 
1975 · 
1976 · 
1977 · 
1978 · 
1979 · 
1980 · 
1981 · 
1982 · 
1983 · 
1984 · 
1985 · 
1986 · 
1987 · 
1988 · 
1989 · 
1990 · 
1991 · 
1992 · 
1993 · 
1994 · 
1995 · 
1996 · 
1997 · 
1998 · 
1999 · 
2000 · 
2001 · 
2002 · 
2003 · 
2004 · 
2005 · 
2006 · 
2007 · 
2008 · 
2009 · 
2010 · 
2011 · 
2012 · 
2013 · 
2014 · 
2015 · 
2016 · 
2017 · 
2018 · 
2019 ·
2020 ·
2021 ·
2022 ·
2023 ·
2024 ·
2025

Categorieën

Mannen elite · 
vrouwen elite · 
mannen beloften · 
vrouwen beloften · 
jongens junioren · 
meisjes junioren · 
gemengde estafette

Voormalig:
mannen amateurs